# Guldbjerg Sogn
Guldbjerg Sogn ist eine Kirchspielsgemeinde (dän.: Sogn)
auf der Insel Fyn (dt.: Fünen)
im südlichen Dänemark. Bis 1970 gehörte sie zur Harde Skovby Herred im damaligen Odense Amt, danach zur Bogense Kommune im Fyns Amt, die im Zuge der Kommunalreform zum 1. Januar 2007 in der Nordfyns Kommune in der Region Syddanmark aufgegangen ist.
Im Kirchspiel leben 171 Einwohner (Stand: 1. Januar 2023). Im Kirchspiel liegt die Kirche „Guldbjerg Kirke“.
Nachbargemeinden sind im Nordosten Nørre Sandager Sogn, im Osten Ejlby Sogn, im Südosten Særslev Sogn, im Südwesten Hårslev Sogn und im Westen Skovby Sogn.